# Allariz-Maceda
Allariz-Maceda è una comarca della Spagna, situata nella comunità autonoma di Galizia ed in particolare nella provincia di Ourense.